# Sergiusz i Bakchus
Sergiusz i Bakchus (łac. Sergius et Bacchus; zm. 6 października 295 lub 305) – rzymscy żołnierze znad Eufratu w armii Galeriusza, męczennicy wczesnochrześcijańscy, święci Kościoła katolickiego, prawosławnego, ormiańskiego, koptyjskiego i syryjskiego.
Obaj byli chrześcijanami. Straceni zostali za wiarę w czasach panowania Maksymiana lub Maksymina Dai. Bakchus został zamęczony w Barbalissus nad Eufratem, Sergiusz, zabrany przez rządcę Antiocha do Syrii, ścięty mieczem.
Obaj męczennicy byli popularnymi świętymi starożytnego Wschodu. Ich groby miał widzieć Anonim z Piacenzy.
Św. Bakchus jest patronem Loceri i Bolotany na Sardynii, zaś św. Sergiusz Triestu.
Obaj patronują służbom wojskowym.
Wspomnienie liturgiczne w Kościele katolickim obchodzone jest za Martyrologium Rzymskim 7 października.
Kościoły wschodnie, z uwagi na liturgię według kalendarza juliańskiego, wspominają męczenników 7/20 października, tj. 20 października według 
kalendarza gregoriańskiego.
Kościół koptyjski, z uwagi na własny kalendarz, wspomina 4 dnia Paopi (14 października) św. Bakchusa, zaś 10 dnia Paopi (20 października) św. Sergiusza – ze względu na tradycję, iż to w tych dniach zginęli.
Zaś Kościół Ormiański wspomina świętych w czwartek po II niedzieli po Zesłaniu Ducha Świętego.
Sergiusza pochowano w miejscu, które później nazwano Sergiopolis (dzisiejsza Resafa w Syrii). Z czasem stało się ono jednym z największych ośrodków pielgrzymkowych. Obu świętym (szczególnie Sergiuszowi) poświęcono wiele świątyń.